# Сухецький Петро Петрович
Петро Петрович Сухецький (8 лютого 1937, село Савинці, тепер Рокитнянського району Київської області — 11 серпня 2005, село Савинці Рокитнянського району Київської області) — український радянський діяч, ланковий механізованої ланки колгоспу «Прогрес» Рокитнянського району Київської області. Герой Соціалістичної Праці (11.12.1973). Депутат Верховної Ради УРСР 9—10-го скликань. Член Центральної контрольної комісії КПРС у 1990—1991 роках.

## Біографія
Народився в селянській родині. Закінчив семикласну школу в селі Савинцях.
З 1952 року — причіплювач тракторної бригади колгоспу «Прогрес» села Савинці Рокитнянського району Київської області.
У 1954 році закінчив курси трактористів при школі механізаторів сільського господарства в селі Степанцях Канівського району.
У 1954—1957 роках — тракторист Рокитнянської машинно-тракторної станції (МТС) Рокитнянського району Київської області.
У 1957—1960 роках — служба в Радянській армії.
З 1960 року — тракторист, з 1971 року — ланковий механізованої ланки кукурудзоводів колгоспу «Прогрес» села Савинці Рокитнянського району Київської області.
Освіта середня. У 1965 році закінчив Рокитнянську заочну середню школу Київської області.
Член КПРС з 1965 року.
З 1989 року — механізатор колгоспу «Прогрес» села Савинці Рокитнянського району Київської області.
Потім — на пенсії в селі Савинцях Рокитнянського району Київської області.

## Нагороди
- Герой Соціалістичної Праці (11.12.1973)
- орден Леніна (11.12.1973)
- орден Трудового Червоного Прапора
- медалі